# 애디언트

애디언트(Adient)는 미국 미시간주 플리머스에 본사를 두고 전 세계 고객을 위한 자동차 시트를 제조하는 미국 아일랜드 소재 회사이다. 2017년 기준 애디언트는 세계 최대의 자동차 시트 제조업체로서 시장 전 세계 매출의 3분의 1을 차지하고 2,500만 대의 차량에 부품을 공급하고 있다.

## 역사
애디언트는 2016년 존슨 컨트롤스에서 분사하여 설립되었으며 아일랜드 더블린에 법적 주소를 설립했다. 존슨 컨트롤스는 1985년 후버 유니버설(Hoover Universal)을 인수하여 자동차 시트 사업에 진출했다. 2017년 9월, 애디언트는 클리어레이크 캐피털(Clearlake Capital)로부터 미시간주 오크파크에 본사를 둔 자동차 시트 제조업체인 퓨츄리스(Futuris)를 인수했다. 이 회사는 캘리포니아주 뉴어크에 본사를 둔 시설 1곳을 포함해 아시아와 북미 지역에 15개 시설을 추가했으며 회사 수익이 연간 5억 달러 증가할 것으로 예상했다.
2017년 기준으로 애디언트는 34개국 250개의 제조/조립 공장에서 86,000명의 직원을 고용했다. 2016년 애디언트는 글로벌 운영 본사를 디트로이트의 마켓 빌딩(Marquette Building)으로 이전할 계획을 발표했지만 2018년 6월 현재 이 계획을 취소했다.
2018년 1월, 신규 설치 또는 개조를 위한 여객기 좌석을 개발 및 제조하기 위해 애디언트(50.01%)와 보잉(49.99%)이 합작 회사를 설립했다. 이 시장은 2017년 45억 달러 규모에서 2026년까지 60억 달러로 성장할 것이다. 프랑크푸르트 인근 카이저슬라우테른에 본사를 두고 있으며 보잉 자회사인 아비아올(Aviall)이 판매하며 시애틀에 고객 서비스 센터가 있다.
2020년 2월 애디언트는 얀펑 글로벌 오토모티브 인테리어 시스템즈(Yanfeng Global Automotive Interior Systems)의 지분 30%를 얀펑 오토모티브 트림 시스템즈(Yanfeng Automotive Trim Systems)에 미화 3억 7900만 달러에 매각하기로 합의했다고 발표했다.
2020년 3월, 애디언트는 자동차 직물 제조 사업을 세이지 오토모티브 인테리어스(Sage Automotive Interiors)에 1억 7,500만 달러에 매각하는 계약을 체결했다.